# La Famille de Charles IV
La Famille de Charles IV est un portrait collectif peint en 1800 par Francisco de Goya et conservé au Musée du Prado à Madrid. Il représente le roi d'Espagne Charles IV entouré des siens.
Goya commença à travailler sur le croquis au printemps de 1800. La version finale fut peinte entre juillet 1800 et juin 1801, l'envoi de la facture date de décembre 1801. Le tableau appartenait à la collection privée de Palais royal de Madrid, où il apparaît dans l'inventaire de 1814. Il fait partie des œuvres présentes dès la fondation du musée du Prado en 1824 par Ferdinand VII d'Espagne, qui est représenté sur la toile. 
Il est exposé depuis 1942 dans la salle 32 du musée sous la référence P00726 au rez-de-chaussée du bâtiment. L’œuvre est l’une des plus complexes de Goya. Elle est principalement inspirée de deux œuvres : la Famille de Philippe V, de Louis-Michel van Loo (1743) et les Ménines, de Diego Velázquez (1656).
Goya révèle sa maîtrise de chaque détail, de sa domination formelle de la lumière comme la définition subtile des personnalités de chacun des modèles, dans une toile aux références spatiales réduites.

## Histoire
Charles IV d'Espagne, fils de Charles III d'Espagne, accéda au trône à la mort de son père en 1788. En 1789, Goya fut nommé peintre de la cour. Avant cette nomination, il avait eu l’occasion de peindre le roi Charles III, mais de façon individuelle (Charles III en habit de cour, Banque d'Espagne, 1787). Au printemps 1800, quelques mois après avoir été nommé premier peintre de la cour, il reçut la commande d’un grand portrait de la famille royale. Grâce aux lettres de la reine Marie-Louise de Parme à Manuel Godoy, nous connaissons les étapes de la création et la composition de l'image. Goya commença à y travailler en mai 1800, alors que la famille royale se trouvait au Palais d'Aranjuez. Il réalisa entre mai et juillet des croquis de portraits de chacun des membres de la famille royale. Sur demande de la reine, ils furent peints séparément pour éviter de longues et fastidieuses séances de pose. 
Tous les croquis sont faits sur une préparation rougeâtre caractéristique et les traits des visages sont peints dans une seule tonalité, comme la masse principale. À la fin, une fois définis la disposition et les proportions, les nuances de couleurs furent ajoutés. Le 23 juillet, Goya présenta les esquisses des dix portraits, dont cinq autographes seulement sont conservés, tous au musée du Prado : l'Infante María Josefa, l'Infant Charles de Bourbon, l'Infant François de Paule, l'Infant Antonio Pascual et Louis Ier, roi d'Étrurie. Une partie des croquis perdus sont connus par des copies d’Agustin Esteve ou de l’atelier et sont répartis dans différents musées et collections, notamment le portrait du futur Ferdinand VII exposé au Metropolitan Museum of Art à New York,. Enfin, Goya travailla au tableau final entre juin 1800 et décembre 1801, date à laquelle il fut présenté au roi. 

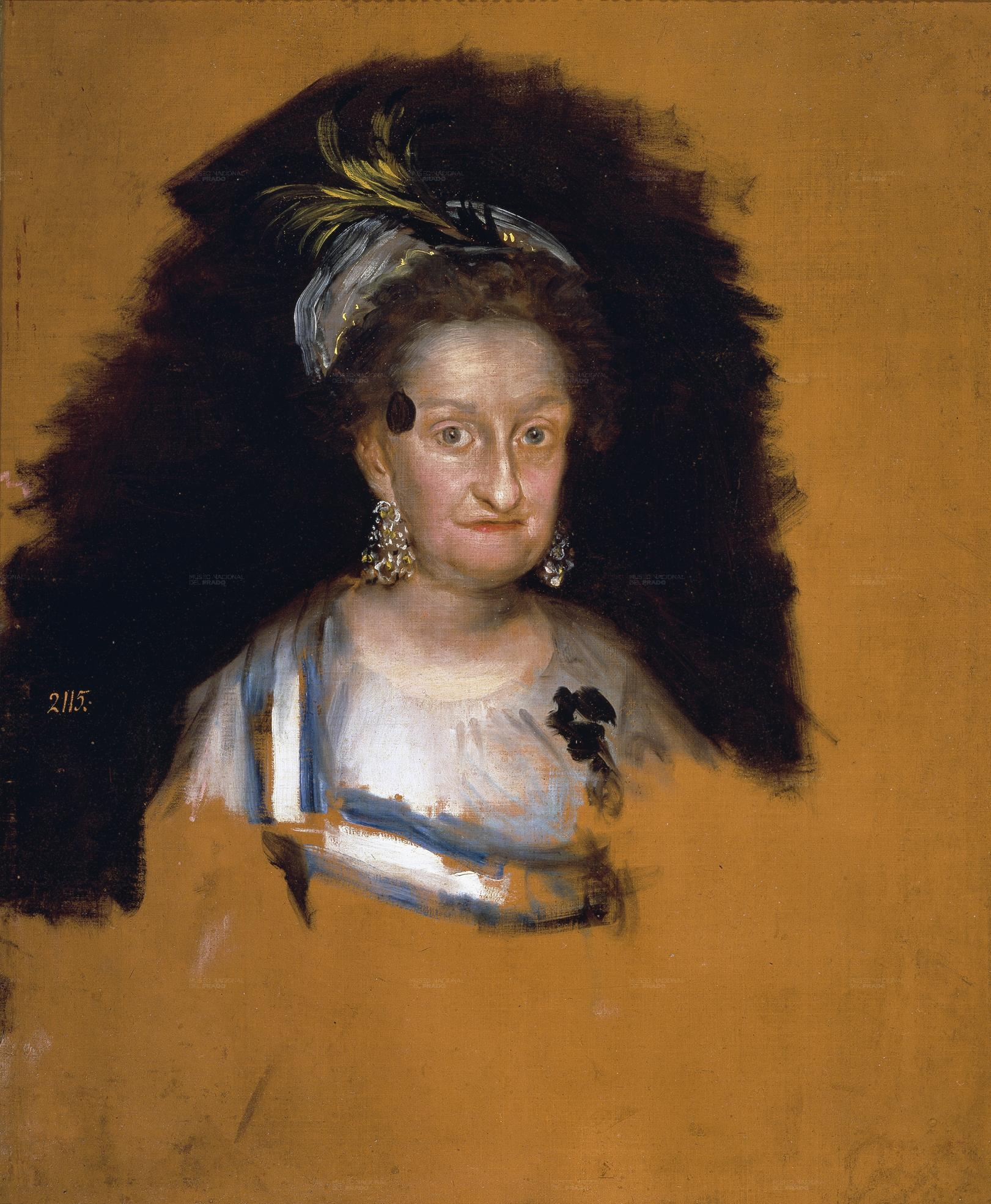
L'Infante María Josefa
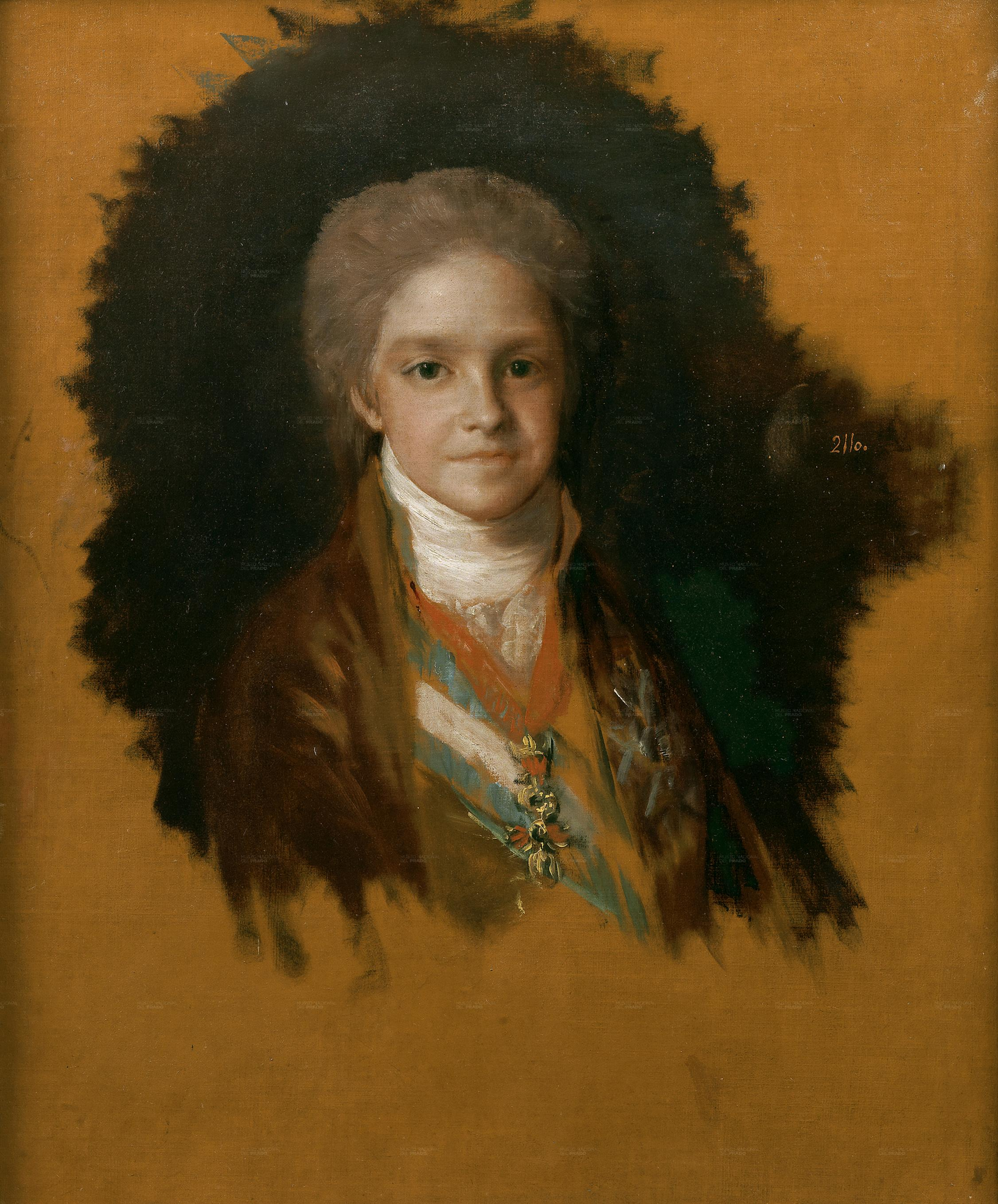
L'Infant Charles de Bourbon
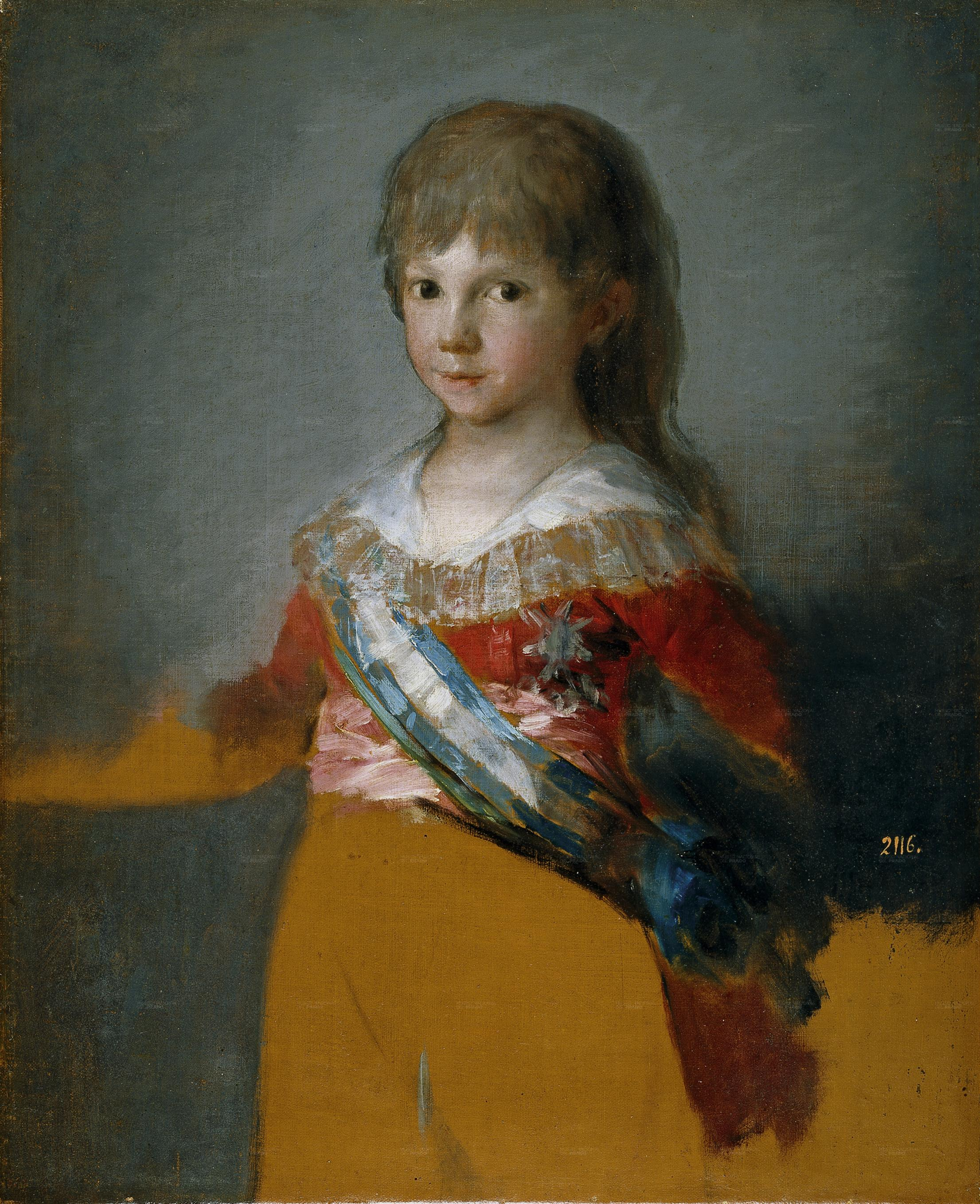
L'Infant François de Paule
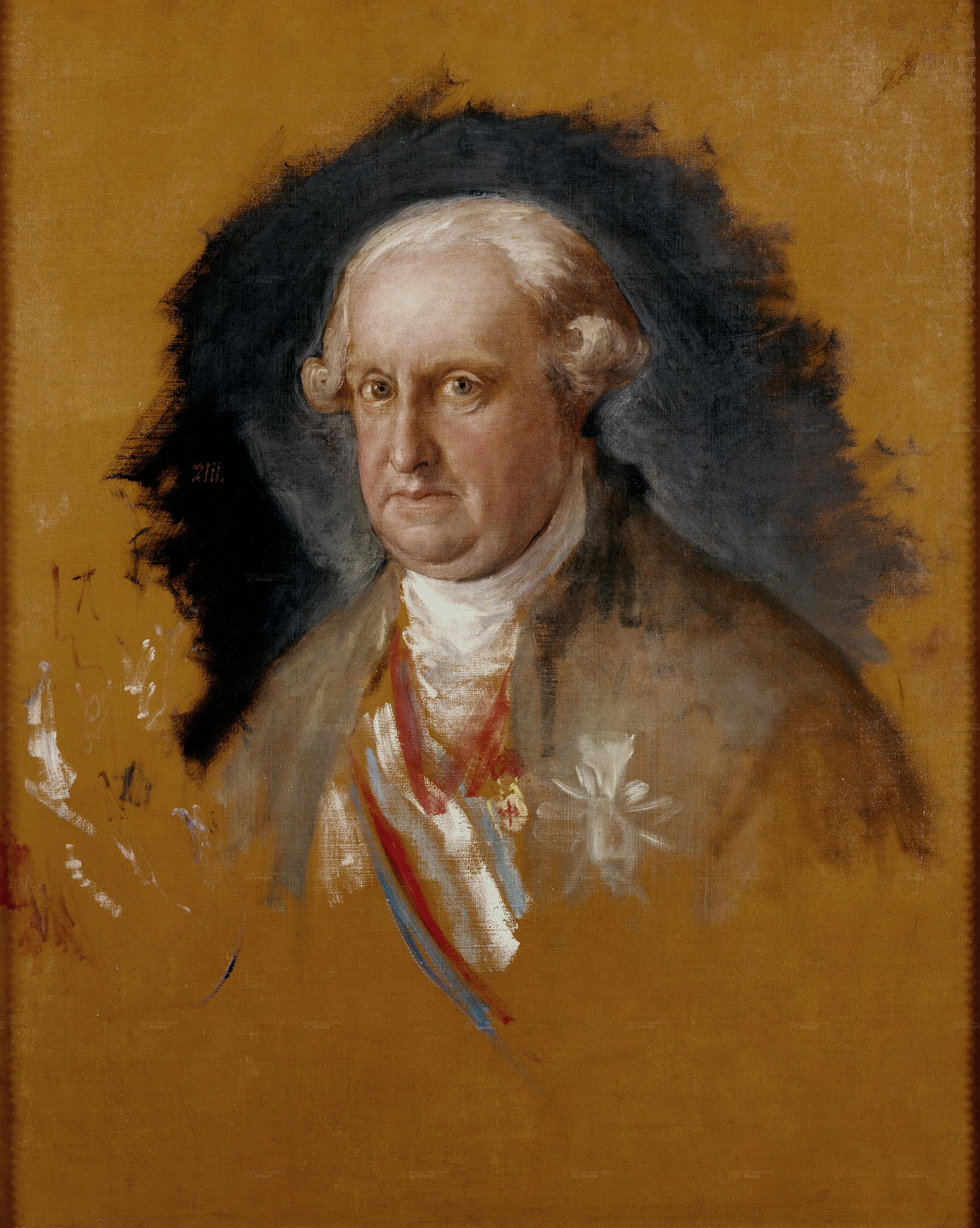
L'Infant Antonio Pascual
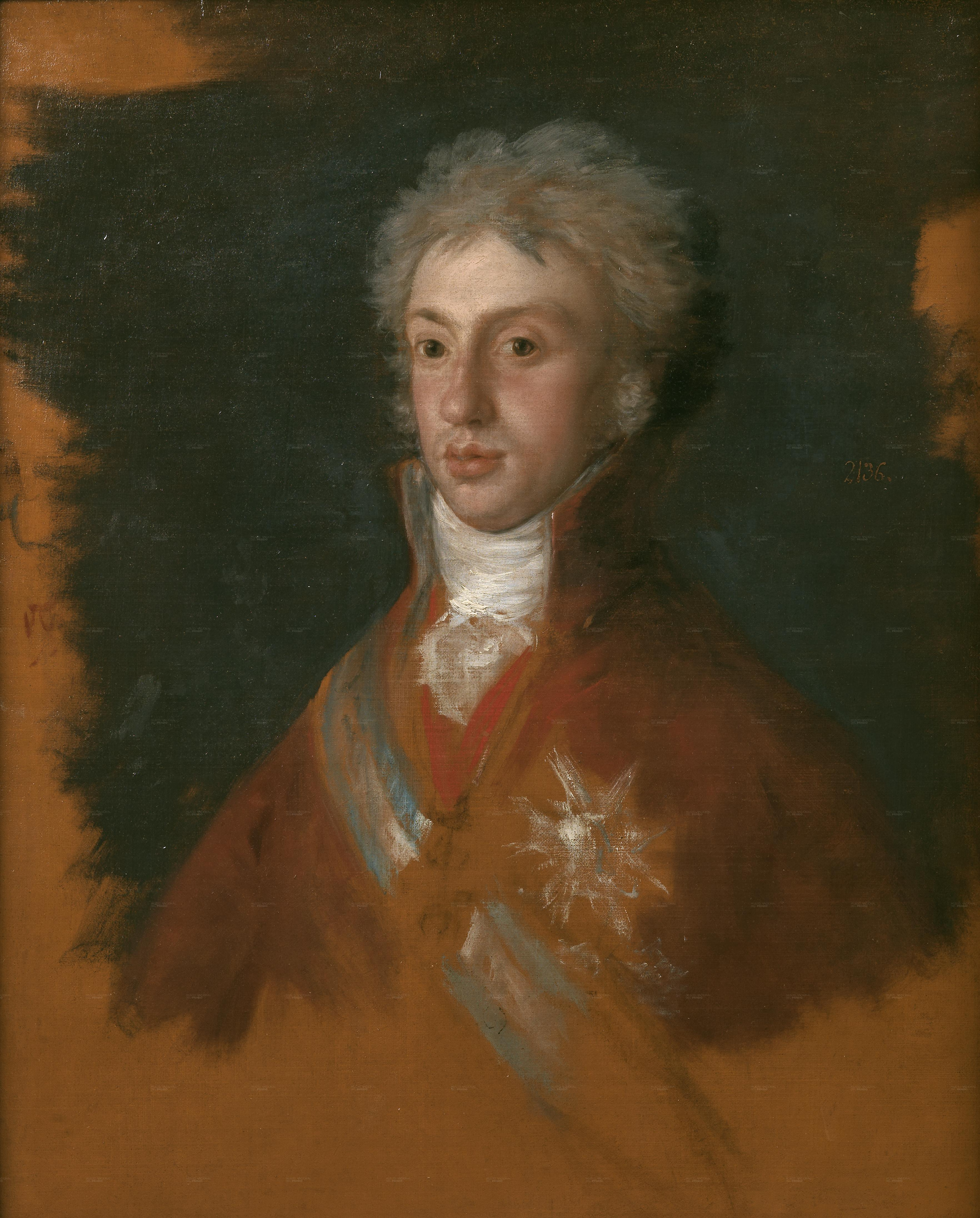
Louis Ier d'Étrurie

Il a été dit que la toile n'a pas suscité l'enthousiasme de la famille royale, qui s'attendait à une peinture grandiose, comme la Famille de Philippe V de Van Loo. Cependant, elle ne fut pas, non plus, mal accueillie. Charles IV en parlait comme du portrait de « tous ensemble ». Il semble que ses protagonistes se considéraient comme fidèlement représentés et pouvaient être satisfaits, comme nombre des personnages représentés par Goya, avec la même sincérité et le même réalisme. Le peintre leur donna une expression vive et digne que peu de peintres de l'époque pouvaient atteindre. En fait, par comparaison avec des portraits contemporains par d’autres peintres, il est clair que Goya les a grandement favorisés pour « servir ses maîtres de la meilleure façon possible ». Malgré tout, les critiques d’art des XIXe et XXe siècles virent dans la toile une critique par Goya de la monarchie, par la façon bourgeoise de représenter les protagonistes, démarche qui aurait été jugée inconvenante. On rapporte qu’Auguste Renoir, de visite au musée du Prado s'écria devant la toile : 

« Le roi ressemble à un tavernier, et la reine ressemble à une ouvreuse… ou pire ! Mais quels diamants Goya a peints,! »

## Analyse

### Personnages

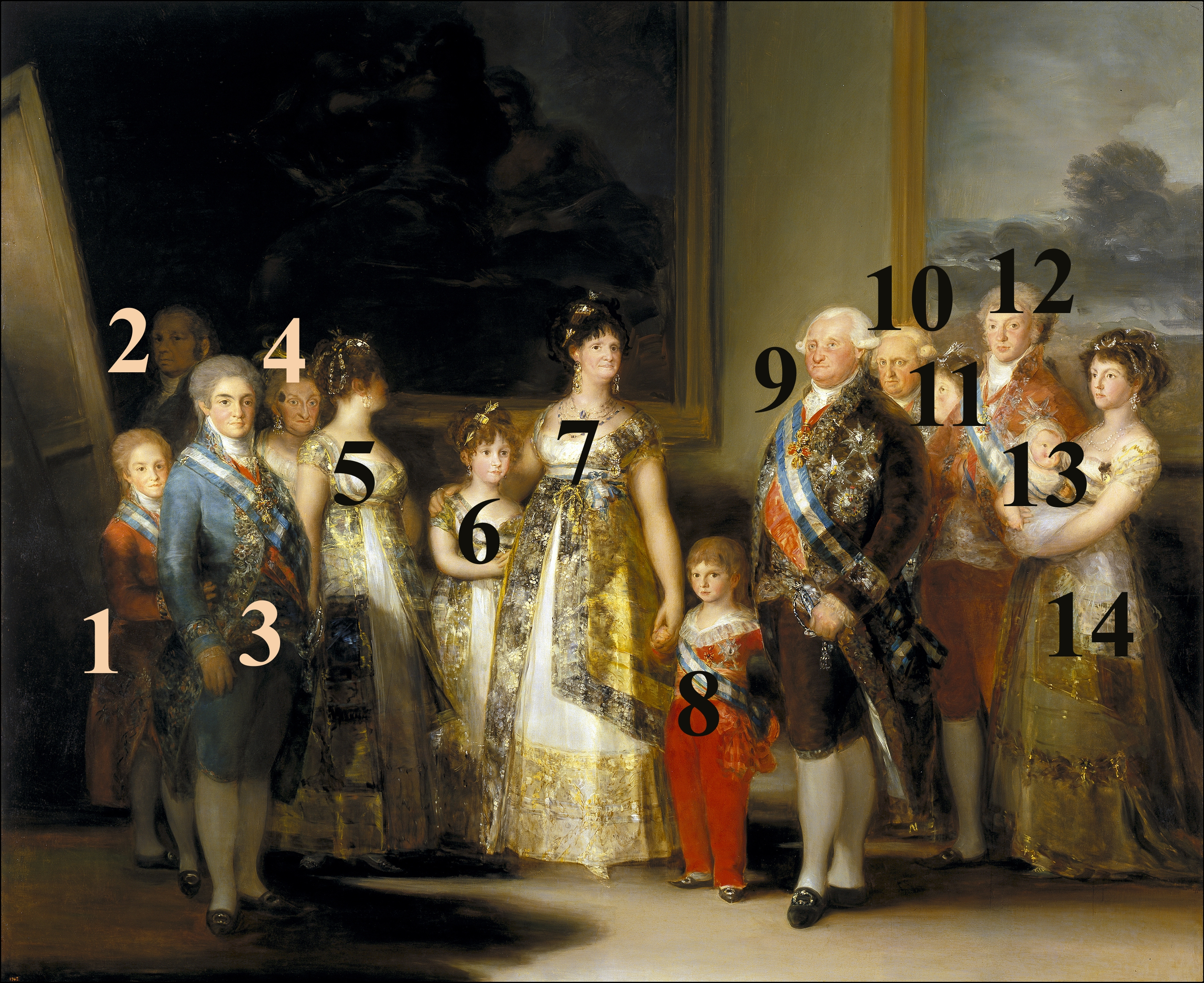
L'homme dans l'ombre à gauche est Francisco de Goya (2).
(1) Charles de Bourbon (1788–1855) ; (3) Futur Ferdinand VII d'Espagne (1784–1833) ; (4) Marie-Josèphe d'Espagne (1744–1801), sœur de Charles IV ; (5) Future femme de Ferdinand, alors inconnue à l'époque ; (6) Marie-Isabelle d'Espagne (1789–1848) ; (7) Marie-Louise de Bourbon-Parme (1751–1819) ; (8) François de Paule (1794–1848); (9) Charles IV (1748–1819) ; (10) Antoine Pascal de Bourbon, frère du roi (1755–1817) ; (11) Charlotte-Joachime d'Espagne (1775–1830, infante du Portugal dont seule une partie de la tête est visible) ; (12) Louis Ier d'Étrurie (1773–1803) et (14) sa femme Marie Louise (1782–1824), tenant dans ses bras (13) son fils Charles Louis (1799–1883), futur duc de Parme,.

Sur la toile sont représentés tous les membres de la famille royale avec la volonté claire de rehausser le personnage de la reine Maria Louise, qui occupe le devant de la scène, passant maternellement un bras sur les épaules de l'infante Maria Isabel et tenant de l’autre main son fils Don Francisco de Paula, qui à son tour, donne la main au roi. À gauche, se trouve le futur Ferdinand VII et, dans son dos, l'infant Carlos María Isidro et une jeune femme bien habillée mais sans visage, méthode utilisée par Goya pour représenter la future épouse du Prince des Asturies avant qu’elle n’eût été choisie. Sur la droite, Louis Ier d'Etrurie, duc de Parme, et à sa gauche, son épouse, l'infante Maria Luisa, qui porte un petit enfant Carlos Luis. Au fond se trouvent les frères du roi, à gauche Marie-Josèphe d'Espagne et à droite Antoine Pascal de Bourbon, ce dernier est représenté avec un autre personnage féminin dont le spectateur ne voit que la tête de profil. Il a été diversement identifié, soit comme son épouse, l'infante Maria Amalia décédée deux ans auparavant, soit comme la fille aînée du roi, l'infante Carlota Joaquina, épouse de l'héritier du trône portugais, que Goya n'avait pas la possibilité de peindre puisqu'elle était hors d'Espagne depuis quelques années,,. Les protagonistes sont disposés avec une intention dynastique claire. Le message se veut rassurant, la reine est peinte comme une mère prolifique, la future princesse des Asturies est déjà présente, la succession est garantie par la présence d’enfants et notamment du nourrisson dans les bras de l’infante Maria Luisa.